# Răjena, Stara Zagora
Răjena (în bulgară Ръжена) este un sat în comuna Kazanlăk, regiunea Stara Zagora,  Bulgaria. 

## Demografie
Componența etnică a satului Răjena
     Turci (33,07%)
     Bulgari (46,98%)
     Romi (12,54%)
     Nicio identificare (2,43%)
     Altele (4,96%)
La recensământul din 2011, populația satului Răjena era de 1.028 locuitori. Nu există o etnie majoritară, locuitorii fiind bulgari (46,98%), turci (33,07%) și romi (12,54%). Pentru 2,43% din locuitori nu este cunoscută apartenența etnică.